# Michail Gorbatsjov
Michail Sergejevitsj Gorbatsjov (Russisch: Михаил Сергеевич Горбачёв; Privolnoje (Krasnogvardejski), 2 maart 1931 – Moskou, 30 augustus 2022) was van 1985 tot 1991 secretaris-generaal van de Communistische Partij van de Sovjet-Unie (CPSU) en van 1990 tot 1991 president van de Sovjet-Unie (USSR). Zijn poging om de communistische partij te hervormen leidde uiteindelijk niet alleen tot het einde van de Koude Oorlog (waarvoor hij op 10 december 1990 de Nobelprijs voor de Vrede ontving), maar onbedoeld ook tot het einde van de politieke almacht van de partij en daarmee tot het uiteenvallen van de Sovjet-Unie.

## Voorgeschiedenis
Gorbatsjov werd geboren in Kraj Stavropol in een boerenfamilie en werkte aanvankelijk als een oogstmedewerker in verschillende collectieve boerderijen. In de jaren 50 ging hij rechten studeren aan de staatsuniversiteit van Moskou, waar hij in 1955 afstudeerde. Tijdens zijn studie werd hij partijlid en was zeer actief. In 1970 werd hij eerste secretaris van de communistische partij in Stavropol Kraikom, in 1974 algemeen eerste secretaris van de Opperste Sovjet en in 1979 ten slotte lid van het Politburo. Na de dood van Konstantin Tsjernenko in 1985 werd hij benoemd tot algemeen leider van het Politburo en was daarmee de nieuwe machthebber van het land.

## Glasnost en Perestrojka
Gorbatsjov kwam aan de macht in een periode waarin de Sovjet-Unie een diepe malaise doormaakte. Het land was verwikkeld in een uitzichtloze strijd in Afghanistan, de militaire uitgaven waren enorm hoog, binnenlands dreigden onlusten wegens de slechte economische situatie. Aan alles wat de burgers nodig hadden voor het dagelijkse leven was gebrek, er was een enorm overheidstekort. De industrie was sterk verouderd en het morele gezag van de partij was tot het nulpunt gedaald. Bovendien waren de VS onder leiding van Ronald Reagan de Sovjet-Unie militair voorbijgestreefd en bouwden ze hun koppositie steeds verder uit.

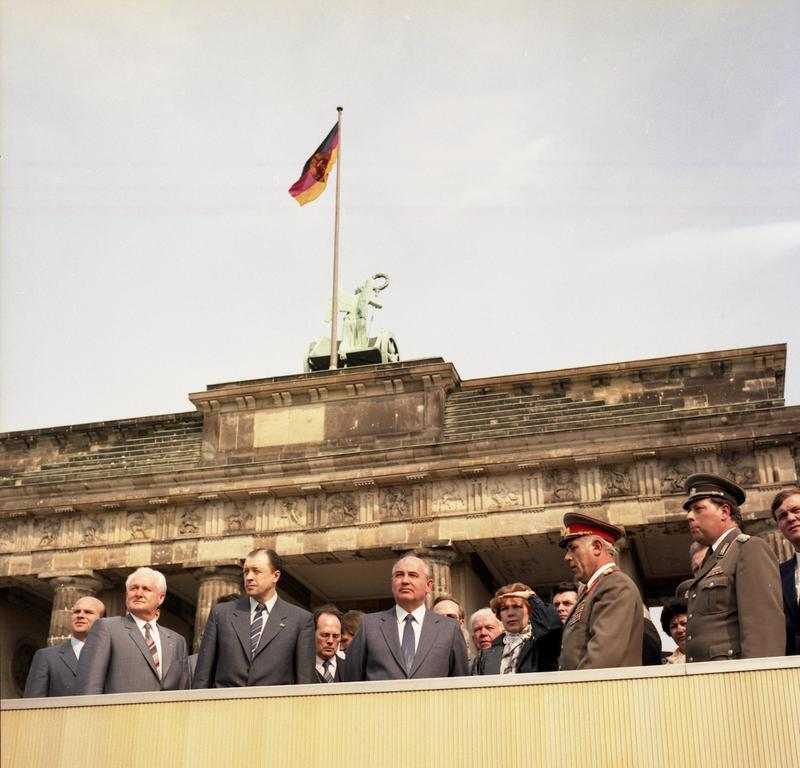
Gorbatsjov in 1986 bij de Berlijnse Muur

Gorbatsjov zag in dat het niet langer door kon gaan en dat er een ineenstorting van het land aan stond te komen. Om de Sovjet-Unie en het communisme in leven te houden waren hervormingen onvermijdelijk geworden. De kernramp van Tsjernobyl, die veel van de toenmalige problemen duidelijk naar boven bracht, werkte als een katalysator. Zijn voorganger Joeri Andropov, die hem naar Moskou gehaald had, wilde al veranderingen doorvoeren, maar was te vaak ziek om hiermee een begin te maken. Konstantin Tsjernenko, die Andropov opvolgde, was eveneens te ziek om veel uit te richten. Gorbatsjov besloot het roer om te gooien. Hij verwachtte dat door de mensen meer eigen initiatief te geven ze economisch meer welvaart zouden genereren zodat de staat als geheel er beter van zou worden. Hierbij heeft hij waarschijnlijk de volksrepubliek China als inspiratiebron gebruikt, waar na de dood van Mao Zedong de economische teugels waren gevierd waarbij het land erop vooruit was gegaan.

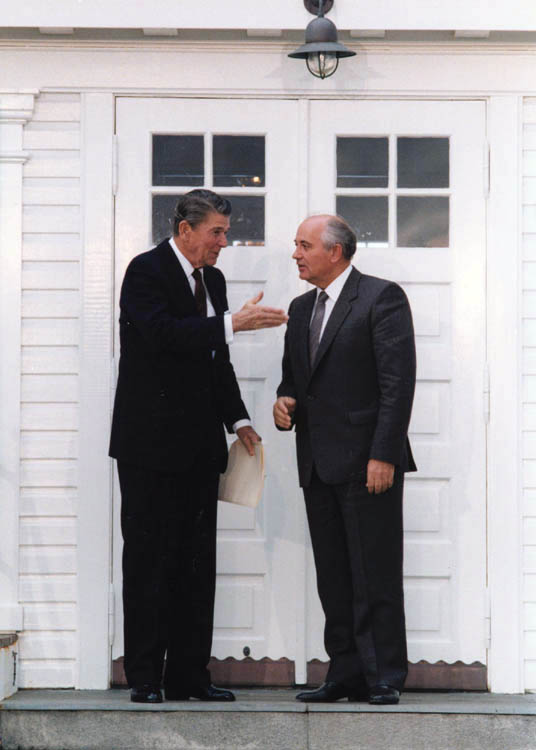
Gorbatsjov (rechts) met Reagan voor Höfði in Reykjavik, 1986

Gorbatsjov regeerde met als motto de leuzen 'uskorenie' (economische intensivering), 'glasnost' (openheid) en 'perestrojka' (hervorming) en voerde in het buitenlands beleid 'het nieuwe denken' in. Voorzichtig liet Gorbatsjov de teugels vieren. Vele zuiveringsronden in het partijapparaat zetten de meeste 'hardliners' buitenspel terwijl meer hervormingsgezinden hun plaatsen innamen. Verbaasd zagen zowel het binnen- als het buitenland eerst aarzelend en wat later een storm van veranderingen door het gammele Sovjetrijk trekken. Met het Westen werden steeds verdergaande verdragen ter ontspanning van de wereldpolitiek gesloten. Maar een minder gewenst resultaat, althans voor de communistische partij, was dat het latente nationalisme in de deelstaten van de unie opkwam.
Naar later bleek had Gorbatsjov hiermee krachten losgemaakt die hij al snel zelf niet meer onder controle had. De partijbazen in de deelstaten, die hun kaarten op het oprukkende nationalisme begonnen te zetten, begonnen zich al snel steeds onafhankelijker van het centrale gezag in Moskou op te stellen. Ondanks zijn (late) pogingen om nog met harde hand de onafhankelijkheidsbewegingen in de verschillende republieken (met name de Baltische) de kop in te drukken was er een proces op gang gekomen dat niet meer te stoppen was; behalve misschien met een massaal en nietsontziend ingrijpen van het leger. Maar door de voorgaande ontslagronden van hardliners, die niet alleen in de communistische partij hadden plaatsgevonden maar ook in het leger, waren grote delen van de strijdkrachten ook hervormingsgezind geworden en volgden ze niet meer blindelings bevelen van het politbureau op.
Daaruit blijkt dat er een belangrijk verschil tussen Gorbatsjovs beleid en het Chinese beleid was. Gorbatsjov had naast het verruimen van de economische vrijheid ook de restricties op vrije meningsuiting en discussie over het politieke beleid van de partij verkleind. In China echter was deze politieke vrijheid in het geheel niet verruimd. De Chinese communistische partij blijft tot op heden andersdenkenden, die naast economische vrijheid ook meer democratie en interne discussie verlangen, hard aanpakken en opsluiten. Nationalistische neigingen van de vele deelvolkeren in China worden eveneens hardhandig onderdrukt. Dat bleek ook in de zomer van 1989 bij het Tiananmen-protest van meer dan 200.000 Chinezen voor meer politieke vrijheid op het Plein van de Hemelse Vrede in Peking dat meedogenloos en zeer bloedig werd neergeslagen.

## Einde van de Sovjet-Unie
In augustus 1991 probeerden communisten van de oude garde de steeds meer uit de hand lopende gevolgen van Gorbatsjovs beleid nog terug te draaien met een couppoging, maar deze mislukte en maakte de weg vrij voor de opkomst van Boris Jeltsin, de pasverkozen president van de Russische Federatie, die prominent optrad tijdens deze gebeurtenissen. Gorbatsjov werd weer hersteld als leider van de Sovjet-Unie, maar hij werd nu totaal overvleugeld door Boris Jeltsin. In snel tempo verklaarden praktisch alle deelrepublieken van de Unie zich onafhankelijk en achter Gorbatsjovs rug om werd het GOS opgericht, dat in de plaats van de oude Sovjet-Unie kwam. Het GOS was in werkelijkheid een zeer losse overkoepelende organisatie die geen werkelijke macht had. De eigenlijke macht kwam te liggen bij de voormalige deelrepublieken en met name bij Jeltsin, de president van Rusland. De Sovjet-Unie werd in december 1991 officieel opgeheven en daarmee was Gorbatsjovs rol uitgespeeld.

## Beoordeling in binnen- en buitenland
Gorbatsjov genoot in het buitenland een grote mate van populariteit en was de eerste en enige Sovjetleider die bij het Amerikaanse publiek populairder was dan de eigen president. In eigen land was hij daarentegen impopulair. Hem wordt verweten dat hij Ruslands status als wereldmacht heeft verkwanseld en zijn volk economische ellende en hongersnood heeft gebracht. Toen hij zich in 1996 kandidaat stelde voor het presidentschap van Rusland, kreeg hij slechts 0,52% van de stemmen.

## Activiteiten na 1991

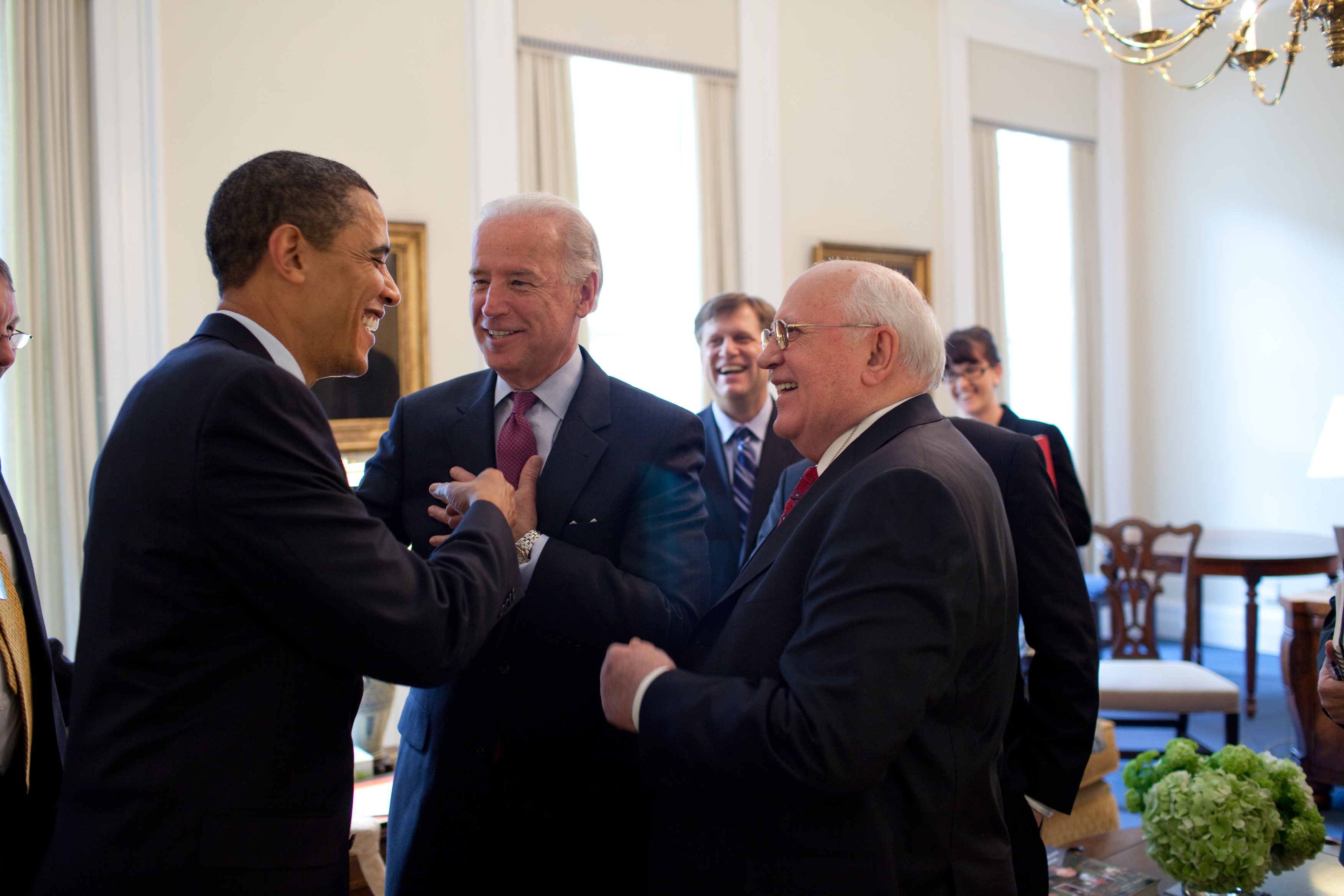
Joe Biden stelt Gorbatsjov voor aan de nieuwe Amerikaanse president Barack Obama (Vice President's Office, West Wing White House, Washington DC; 20 maart 2009)

Als oud-president werd hij vaak uitgenodigd als spreker in het westen. Zo opende hij op 13 december 2003 een tentoonstelling van Russische schilderkunst in het Groninger Museum.
Op 1 oktober 2008 maakte Gorbatsjov bekend in samenwerking met zakenman Alexander Lebedev een nieuwe partij te stichten. De partij zou Onafhankelijke Democratische Partij gaan heten. Na deze aankondiging is er niet veel vernomen van deze partij.
Gorbatsjov heeft Vladimir Poetin geprezen om de stabilisatie van Rusland na de woelige jaren als gevolg van de val van de Sovjet-Unie. Gaandeweg kwam er echter meer kritiek. In december 2011 liet Gorbatsjov, via een videoboodschap, van zich horen bij de grootschalige protesten tegen de uitslag van de Russische parlementsverkiezingen eerder die maand, die dankzij fraude zouden zijn gewonnen door Verenigd Rusland, de partij van premier Poetin. Ook wees hij in een radio-interview deelname van Poetin aan de presidentsverkiezingen van 2012 af. Maar ook het Westen werd bekritiseerd: op 8 november 2014, bij de herdenking van de 25e verjaardag van de val van de Berlijnse Muur, verweet Gorbatsjov de VS en andere westerse landen het niet nakomen van afspraken die na de omwentelingen van 1989 waren gemaakt en het profiteren van het op dat moment verzwakte Rusland.
In 2019 hield Gorbatsjov een interview met BBC News. Er werd hem gevraagd waar hij stond in het conflict tussen Rusland en het Westen. Hij meende dat de bron van dit gevoel van onveiligheid vooral komt van de nucleaire wapens en vond dat deze vernietigd moesten worden om de mens en de planeet te redden. Ook werd hem gevraagd of dit conflict zal lijken op de Koude Oorlog, waarop hij antwoordde: 'Koud, maar nog steeds een oorlog.'
Hij overleed in augustus 2022 op 91-jarige leeftijd na een lang ziekbed in een ziekenhuis in Moskou.

## Onderscheidingen
- 1990: Nobelprijs voor de Vrede
- 1990: Four Freedoms Award Freedom Medal

## Chronologie van zijn regeerperiode

### Voor 1990
| 11 maart 1985     | Gorbatsjov volgt de overleden Konstantin Tsjernenko op als partijleider.                                                                                       |
| 2 juli 1985       | Edoeard Sjevardnadze volgt Andrej Gromyko op als minister van Buitenlandse Zaken (Gromyko wordt staatshoofd van de USSR).                                      |
| 15 oktober 1985   | Gorbatsjov lanceert de perestrojka, een programma voor economische hervormingen.                                                                               |
| 6 maart 1986      | Grote zuivering binnen de partij tijdens het 27e congres. |
| 23 december 1986  | Na 7 jaar ballingschap komt Ruslands bekendste dissident Andrej Sacharov terug naar Moskou.                                                                    |
| 30 mei 1987       | Na landing van Mathias Rust op het Rode Plein ontslag van minister van defensie Sergej Sokolov en zuiveringen in de legertop.                                  |
| 8 december 1987   | Ondertekening in Washington van het INF-verdrag ter beperking van de kernwapens voor de middellange afstand.                                                   |
| 18 mei 1988       | Begin terugtrekking van de Sovjettroepen uit Afghanistan. |
| 1 oktober 1988    | Gorbatsjov blijft partijleider en wordt bovendien voorzitter van de Opperste Sovjet (staatshoofd als opvolger van Gromyko). De kaders werden verder gezuiverd. |
| 1 december 1988   | Een nieuwe grondwet verstevigt de macht van Gorbatsjov. |
| 7 december 1988   | Gorbatsjov kondigde in de VN de terugtrekking aan van 500.000 soldaten uit Oost-Europa.                                                                        |
| 26 maart 1989     | Bij de verkiezingen voor het nieuwe congres wordt 20% van de partijkaders weggestemd.                                                                          |
| 25 april 1989     | 110 kaders van het Centraal Comité worden uit hun functie gezet.                                                                                               |
| 16 mei 1989       | Ontmoeting Gorbatsjov en Deng Xiaoping in Peking, de betrekkingen tussen beide landen worden genormaliseerd.                                                   |
| 25 mei 1989       | Het Congres kiest Gorbatsjov tot staatshoofd met heel uitgebreide bevoegdheden.                                                                                |
| 19 september 1989 | Weer zuiveringen aan de partijtop. |
| 5 december 1989   | Publieke schuldbekentenis in Moskou voor de inval in Tsjecho-Slowakije in 1968 (zie: Praagse Lente).                                                           |

### 1990
| 20 januari  | Gorbatsjov verkondigt een noodtoestand in Bakoe en zet het leger in om de Azerbeidzjaanse onafhankelijkheidsbeweging te onderdrukken. Echter loopt dit uit de hand, de troepen richten een bloedbad aan (Zwarte Januari). |
| 31 januari  | Gorbatsjov legt zich neer bij een Duitse hereniging. |
| 15 maart    | Gorbatsjov verkozen tot president. De CPSU verliest haar machtsmonopolie. |
| 10 juli     | Het 28ste partijcongres herkiest Gorbatsjov als secretaris-generaal. |
| 16 juli     | Gorbatsjov ontmantelt het staatsmonopolie op radio en tv. |
| 15 oktober  | Nobelprijs voor de Vrede voor Gorbatsjov. |
| 19 oktober  | De Opperste Sovjet keurt Gorbatsjovs plan goed voor een geleidelijke overgang van een geleide planeconomie naar een vrije markteconomie.                                                                                  |
| 19 november | Ondertekening in Parijs van het "Verdrag over de Conventionele Bewapening in Europa" (Treaty CFE) dat de aantallen conventionele wapensystemen in de "Atlantic to the Urals"- zone limiteert.                             |
| 17 november | Gorbatsjov krijgt de ultieme controle over elke beslissing van de uitvoerende macht in de Sovjet-Unie. |
| 20 december | Edoeard Sjevardnadze neemt ontslag als minister van Buitenlandse Zaken en waarschuwt voor een dictatuur. |
| 25 december | Gorbatsjov verkrijgt de macht om besluiten en resoluties van de federale republieken te annuleren. |
| 26 december | Gorbatsjov krijgt de rechtstreekse controle over de 15 republieken en de nationale economie. Voor het eerst is er een vicepresident, dat wordt op Gorbatsjovs voorstel Gennadi Janajev.                                   |

### 1991

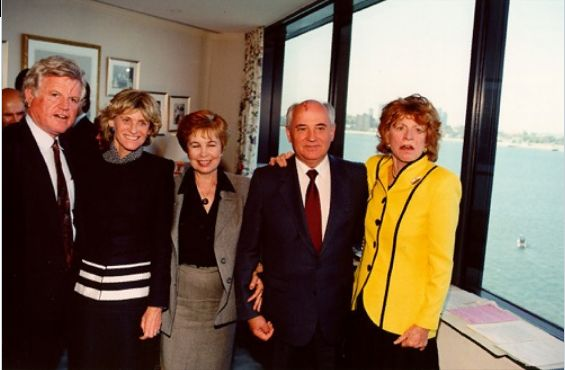
Edward Kennedy en Gorbatsjov

| 13 januari  | Gorbatsjov zet het leger in tegen vreedzame demonstranten voor onafhankelijkheid in de Litouwse hoofdstad Vilnius. Er vallen veertien doden en honderden gewonden. |
| 20 januari  | In de Letse hoofdstad Riga doodt het Sovjetleger wederom demonstranten voor onafhankelijkheid. Gorbatsjov ontkent alle verantwoordelijkheid maar weigert de daders te straffen. |
| 22 januari  | De Europese Gemeenschap schort de toegezegde voedselhulp aan de Sovjet-Unie op. |
| 30 januari  | Gorbatsjov legt de ordehandhaving in alle grote steden in handen van het leger en de strijdkrachten van Binnenlandse Zaken. |
| 17 april    | Massale stakingen in Georgië en Wit-Rusland voor loonsverhoging en het ontslag van Gorbatsjov. |
| 12 juni     | Boris Jeltsin wordt in vrije verkiezingen tot president van de Sovjet-republiek Rusland gekozen. |
| 17 juli     | De leiders van de G7 weigeren de door Gorbatsjov gevraagde miljardensteun. |
| 26 juli     | Het Centraal Comité steunt Gorbatsjovs voorstel om de CPSU om te vormen tot een sociaaldemocratische partij. |
| 31 juli     | Ondertekening in Moskou van het START-verdrag voor de drastische vermindering van de nucleaire langeafstandsraketten. |
| 19 augustus | Gorbatsjov wordt door een Comité voor de Noodtoestand aan de kant gezet. Belangrijkste spelers in dit comité: Gennadi Janajev (vicepresident), Dimitri Jazov (minister van Defensie), Vladimir Krjoetsjkov (hoofd van de KGB), Valentin Pavlov (premier) en Boris Poego (minister van Binnenlandse Zaken). Tot 22 augustus heeft Gorbatsjov huisarrest in zijn vakantiehuis op de Krim.                                                       |
| 22 augustus | Onder zware druk, waarin Jeltsin die het leger achter zich weet te krijgen de hoofdrol speelt, treedt het Comité af. Gorbatsjov keert terug maar zijn populariteit en invloed is tanende. Jeltsin heeft hem van het eerste plan verdrongen en breidt zijn invloed uit. Verschillende Sovjetrepublieken verklaren zich, in de dagen en maanden volgend op de coup, onafhankelijk of willen niet meer onderhandelen over een nieuw Unieverdrag. |
| 8 december  | Achter Gorbatsjovs rug wordt het Akkoord van Bialowieza gesloten. Dit houdt de oprichting van het GOS in door de onafhankelijke republieken Rusland, Oekraïne en Wit-Rusland. De Sovjet-Unie is hierdoor de facto een lege huls geworden. |
| 26 december | Gorbatsjov treedt af. De Sovjet-Unie houdt de jure op te bestaan. |

## Trivia
- Op 21 november 2006 onderging Gorbatsjov in München een operatie aan zijn rechterhalsslagader.
- Gorbatsjov was lid van de Club van Madrid en erelid van de Club van Rome en de Club van Boedapest.
- Gorbatsjov viel op door een grote wijnvlek op zijn voorhoofd.
- Michail Gorbatsjov was drager van het Ereteken van de Sovjet-Unie.
- In 1989 maakte de Schotse band The Shamen het album In Gorbachev We Trust.